# Championnats du monde de ski acrobatique
Les  Championnats du monde de ski acrobatique est une compétition créée par la fédération internationale de ski (FIS) en 1986. Contrairement à la Coupe du monde de ski acrobatique, cette compétition récompense les skieurs sur une seule épreuve, dans laquelle chaque pays ne peut aligner un certain nombre de compétiteurs avec quota; les champions du monde en titre n'étant pas concernés par cette règle. Depuis 1989, les championnats ont lieu tous les deux ans, les années impaires. Avec 109 médailles dont 39 titres, le Canada est le pays le plus récompensé de l'histoire des championnats, suivi des États-Unis et de la France. Le skieur le plus titré est le canadien Mikaël Kingsbury qui compte 11 podiums dont 6 à la première place. Chez les dames, tandis que Kari Traa et Jennifer Heil se partagent le plus grand nombre de titres avec 4 victoires, c'est l'américaine Hannah Kearney qui compte le plus de podiums avec un total de huit médailles.
Depuis sa création, cet événement, s'est déroulé sur trois continents différents : l'Europe (Tignes et La Clusaz en France, Oberjoch en Allemagne, Altenmarkt-Zauchensee en Autriche, Meiringen-Hasliberg en Suisse, Ruka en Finlande et Madonna di Campiglio en Italie), l'Amérique du Nord (Lake Placid et Deer Valley aux États-Unis, Whistler au Canada) et enfin l'Asie (Iizuna Kogen et Inawashiro au Japon).

## Éditions
| Édition                                                      | Année | Pays               | Ville                                   | Date                   | Épreuves |
| ------------------------------------------------------------ | ----- | ------------------ | --------------------------------------- | ---------------------- | -------- |
| Championnats du Monde FIS de Ski Freestyle                   |       |                    |                                         |                        |          |
| 1re                                                          | 1986  | France             | Tignes                                  | 2 – 6 février          | 8        |
| 2e                                                           | 1989  | Allemagne de l'Est | Oberjoch                                | 1er – 5 mars           | 8        |
| 3e                                                           | 1991  | États-Unis         | Lake Placid                             | 11 – 17 février        | 8        |
| 4e                                                           | 1993  | Autriche           | Altenmarkt                              | 11 – 14 mars           | 8        |
| 5e                                                           | 1995  | France             | La Clusaz                               | 6 – 9 février          | 8        |
| 6e                                                           | 1997  | Japon              | Iizuna Kogen                            | 6 – 9 février          | 7        |
| 7e                                                           | 1999  | Suisse             | Meiringen-Hasliberg                     | 10 – 14 mars           | 8        |
| 8e                                                           | 2001  | Canada             | Whistler                                | 10 – 21 février        | 6        |
| 9e                                                           | 2003  | États-Unis         | Deer Valley                             | 31 janvier – 2 février | 6        |
| 10e                                                          | 2005  | Finlande           | Ruka                                    | 17 – 21 mars           | 10       |
| 11e                                                          | 2007  | Italie             | Madonna di Campiglio                    | 5 – 11 mars            | 10       |
| 12e                                                          | 2009  | Japon              | Inawashiro                              | 2 – 8 mars             | 10       |
| 13e                                                          | 2011  | États-Unis         | Deer Valley                             | 30 janvier – 7 février | 12       |
| 14e                                                          | 2013  | Norvège            | Voss                                    | 5 – 10 mars            | 12       |
| Championnats du Monde FIS de Snowboard, Freestyle et Freeski |       |                    |                                         |                        |          |
| 15e                                                          | 2015  | Autriche           | Kreischberg                             | 15 – 25 janvier        | 12       |
| 16e                                                          | 2017  | Espagne            | Sierra Nevada                           | 7 – 19 mars            | 12       |
| 17e                                                          | 2019  | États-Unis         | Park City-Deer Valley-Solitude Mountain | 1er – 10 février       | 15       |
| 18e                                                          | 2021  | Suède              | Idre Fjäll (skicross)                   | 11 – 13 février        | 15       |
| 18e                                                          | 2021  | Kazakhstan         | Almaty (bosses et sauts)                | 8 – 11 mars            | 15       |
| 18e                                                          | 2021  | États-Unis         | Aspen (freeski)                         | 10 – 16 mars           | 15       |
| 19e                                                          | 2023  | Géorgie            | Bakouriani                              | 19 février – 5 mars    | 16       |
| 20e                                                          | 2025  | Suisse             | Engadine                                | 17 – 30 mars           | 16       |
| 21e                                                          | 2027  | Autriche           | Montafon                                |                        |          |

1. ↑  À partir de 2015, les championnats du monde de ski acrobatique fusionnent avec les championnats du monde de snowboard[1].
2. ↑  L'édition 2021 ne pouvant pas se dérouler, comme prévu initialement à Zhangjiakou (Chine) à cause de la pandémie de Covid-19, les épreuves se disputent sur trois sites différents[2].

## Disciplines
Les premières disciplines intégrés fut les bosses, le saut et le ballet, ainsi que le combiné qui consistait à totaliser les points des trois épreuves. Dans les années 2000, la FIS décide de s'adapter aux intérêts de la nouvelle génération de freestylers et ajoute notamment les épreuves dites de freeski (Park & Pipe) : le half-pipe, le slopestyle et le big air.
Actuellement, sept disciplines font partie des championnats :
- Bosses (moguls) :
  - Bosses simples (moguls) : apparition dès la 1re édition en 1986
  - Bosses en parallèle (dual moguls) : apparition en 1999
- Saut acrobatique (aerials) : apparition dès la 1re édition en 1986
- Skicross : apparition en 2005
- Freeski (Park & Pipe) :
  - Half-pipe : apparition en 2005
  - Slopestyle : apparition en 2011
  - Big Air : apparition en 2019

Deux autres épreuves, dites artistiques, ont également fait partie des championnats : le Ballet à ski (acroski), présent entre 1986 et 1999, et le Combiné, présent entre 1986 et 1995.

## Palmarès

### Hommes

#### Bosses
| Édition | Médaille d'or, monde      | Médaille d'argent, monde  | Médaille de bronze, monde |
| 1986    | Éric Berthon              | Petsch Moser              | Martti Kellokumpu         |
| 1989    | Edgar Grospiron           | Jürg Biner                | Éric Berthon              |
| 1991    | Edgar Grospiron           | Bernard Brandt            | Chuck Martin              |
| 1993    | Jean-Luc Brassard         | Fabien Bertrand           | Olivier Cotte             |
| 1995    | Edgar Grospiron           | Jean-Luc Brassard         | Sergei Shupletsov         |
| 1997    | Jean-Luc Brassard         | Stéphane Rochon           | Jesper Roennback          |
| 1999    | Janne Lahtela             | Lauri Lassila             | Sami Mustonen             |
| 2001    | Mikko Ronkainen           | Pierre-Alexandre Rousseau | Stéphane Rochon           |
| 2003    | Mikko Ronkainen           | Jeremy Bloom              | Toby Dawson               |
| 2005    | Nathan Roberts            | Marc-André Moreau         | Dale Begg-Smith           |
| 2007    | Pierre-Alexandre Rousseau | Dale Begg-Smith           | Nathan Roberts            |
| 2009    | Patrick Deneen            | Tapio Luusua              | Vincent Marquis           |
| 2011    | Guilbaut Colas            | Alexandre Bilodeau        | Mikaël Kingsbury          |
| 2013    | Mikaël Kingsbury          | Alexandre Bilodeau        | Patrick Deneen            |
| 2015    | Anthony Benna             | Mikaël Kingsbury          | Alexandr Smyshlyaev       |
| 2017    | Ikuma Horishima           | Benjamin Cavet            | Mikaël Kingsbury          |
| 2019    | Mikaël Kingsbury          | Matt Graham               | Daichi Hara               |
| 2021    | Mikaël Kingsbury          | Benjamin Cavet            | Pavel Kolmakov            |
| 2023    | Mikaël Kingsbury          | Matt Graham               | Walter Wallberg           |
| 2025    | Ikuma Horishima           | Mikaël Kingsbury          | Daeyoon Jung              |

| Édition | Médaille d'or, monde | Médaille d'argent, monde | Médaille de bronze, monde |
| 1999    | Johann Grégoire      | Janne Lahtela            | Lauri Lassila             |
| 2001    | Stéphane Yonnet      | Patrik Sundberg          | Johann Grégoire           |
| 2003    | Jeremy Bloom         | Yugo Tsukita             | Toby Dawson               |
| 2005    | Toby Dawson          | Sami Mustonen            | Jeremy Bloom              |
| 2007    | Dale Begg-Smith      | Guilbaut Colas           | Ruslan Sharifullin        |
| 2009    | Alexandre Bilodeau   | Nobuyuki Nishi           | Tapio Luusua              |
| 2011    | Alexandre Bilodeau   | Mikaël Kingsbury         | Nobuyuki Nishi            |
| 2013    | Alexandre Bilodeau   | Mikaël Kingsbury         | Patrick Deneen            |
| 2015    | Mikaël Kingsbury     | Philippe Marquis         | Marc-Antoine Gagnon       |
| 2017    | Ikuma Horishima      | Bradley Wilson           | Marco Tadé                |
| 2019    | Mikaël Kingsbury     | Bradley Wilson           | Daichi Hara               |
| 2021    | Mikaël Kingsbury     | Matt Graham              | Ikuma Horishima           |
| 2023    | Mikaël Kingsbury     | Walter Wallberg          | Matt Graham               |
| 2025    | Mikaël Kingsbury     | Ikuma Horishima          | Matt Graham               |

#### Saut acrobatique
| Édition | Médaille d'or, monde | Médaille d'argent, monde | Médaille de bronze, monde |
| 1986    | Lloyd Langlois       | Yves LaRoche             | Jean-Marc Bacquin         |
| 1989    | Lloyd Langlois       | Didier Méda              | Philippe LaRoche          |
| 1991    | Philippe LaRoche     | John Ross                | Dave Valenti              |
| 1993    | Philippe LaRoche     | Richard Cobbing          | Jean-Marc Bacquin         |
| 1995    | Trace Worthington    | Christian Rijavec        | Sébastien Foucras         |
| 1997    | Nicolas Fontaine     | Eric Bergoust            | Andy Capicik              |
| 1999    | Eric Bergoust        | Christian Rijavec        | Joe Pack                  |
| 2001    | Alexei Grishin       | Dmitri Dashchinsky       | Joe Pack                  |
| 2003    | Dmitri Arkhipov      | Alexei Grishin           | Steve Omischl             |
| 2005    | Steve Omischl        | Jeff Bean                | Alexei Grishin            |
| 2007    | Han Xiaopeng         | Dmitri Dashchinsky       | Steve Omischl             |
| 2009    | Ryan St. Onge        | Steve Omischl            | Warren Shouldice          |
| 2011    | Warren Shouldice     | Qi Guangpu               | Anton Kushnir             |
| 2013    | Qi Guangpu           | Travis Gerrits           | Jia Zongyang              |
| 2015    | Qi Guangpu           | Alex Bowen               | Maxim Gustik              |
| 2017    | Jonathon Lillis      | Qi Guangpu               | David Morris              |
| 2019    | Maxim Burov          | Oleksandr Abramenko      | Noé Roth                  |
| 2021    | Maxim Burov (FRS)    | Christopher Lillis       | Pavel Krotov (FRS)        |
| 2023    | Noé Roth             | Quinn Dehlinger          | Yang Longxiao             |
| 2025    | Noé Roth             | Quinn Dehlinger          | Pirmin Werner             |

#### Skicross
| Édition | Médaille d'or, monde  | Médaille d'argent, monde | Médaille de bronze, monde |
| 2005    | Tomáš Kraus           | Jesper Brugge            | Audun Grønvold            |
| 2007    | Tomáš Kraus           | Stanley Hayer            | Enak Gavaggio             |
| 2009    | Andreas Matt          | Thomas Zangerl           | Davey Barr                |
| 2011    | Christopher Del Bosco | Jouni Pellinen           | Andreas Matt              |
| 2013    | Jean-Frédéric Chapuis | Bastien Midol            | John Teller               |
| 2015    | Filip Flisar          | Jean-Frédéric Chapuis    | Victor Öhling Norberg     |
| 2017    | Victor Öhling Norberg | Jamie Prebble            | François Place            |
| 2019    | François Place        | Brady Leman              | Kevin Drury               |
| 2021    | Alex Fiva             | François Place           | Erik Mobärg               |
| 2023    | Simone Deromedis      | Florian Wilmsmann        | Erik Mobärg               |
| 2025    | Ryan Regez            | Tobias Müller            | Ryo Sugai                 |

#### Freeski (Park & Pipe)
| Édition | Médaille d'or, monde                         | Médaille d'argent, monde                     | Médaille de bronze, monde                    |
| 2005    | Mathias Wecxsteen                            | Loïc Collomb-Patton                          | Corey Vanular                                |
| 2007    | Épreuve annulée en raison du manque de neige | Épreuve annulée en raison du manque de neige | Épreuve annulée en raison du manque de neige |
| 2009    | Kevin Rolland                                | Justin Dorey                                 | Xavier Bertoni                               |
| 2011    | Mike Riddle                                  | Kevin Rolland                                | Simon Dumont                                 |
| 2013    | David Wise                                   | Torin Yater-Wallace                          | Thomas Krief                                 |
| 2015    | Kyle Smaine                                  | Joffrey Pollet-Villard                       | Yannic Lerjen                                |
| 2017    | Aaron Blunck                                 | Mike Riddle                                  | Kevin Rolland                                |
| 2019    | Aaron Blunck                                 | Kevin Rolland                                | Noah Bowman                                  |
| 2021    | Nico Porteous                                | Simon d'Artois                               | Birk Irving                                  |
| 2023    | Brendan MacKay                               | Jon Sallinen                                 | Alex Ferreira                                |
| 2025    | Finley Melville Ives                         | Nick Goepper                                 | Alex Ferreira                                |

| Édition | Médaille d'or, monde | Médaille d'argent, monde | Médaille de bronze, monde |
| 2011    | Alex Schlopy         | Sam Carlson              | Russell Henshaw           |
| 2013    | Tom Wallisch         | James Woods              | Nicholas Goepper          |
| 2015    | Fabian Bösch         | Russell Henshaw          | Noah Wallace              |
| 2017    | McRae Williams       | Gus Kenworthy            | James Wood                |
| 2019    | James Woods          | Birk Ruud                | Nick Goepper              |
| 2021    | Andri Ragettli       | Colby Stevenson          | Alexander Hall            |
| 2023    | Birk Ruud            | Christian Nummedal       | Andri Ragettli            |
| 2025    | Birk Ruud            | Mac Forehand             | Alex Hall                 |

| Édition | Médaille d'or, monde | Médaille d'argent, monde | Médaille de bronze, monde |
| 2019    | Fabian Bösch         | Henrik Harlaut           | Alex Beaulieu-Marchand    |
| 2021    | Oliwer Magnusson     | Édouard Therriault       | Kim Gubser                |
| 2023    | Troy Podmilsak       | Lukas Müllauer           | Birk Ruud                 |
| 2025    | Luca Harrington      | Elias Syrja              | Birk Ruud                 |

#### Anciennes disciplines
| Édition | Médaille d'or, monde | Médaille d'argent, monde | Médaille de bronze, monde |
| 1986    | Richard Schabl       | Lane Spina               | Georg Fürmeier            |
| 1989    | Hermann Reitberger   | Lane Spina               | Dave Walker               |
| 1991    | Lane Spina           | Roberto Franco           | Dave Valenti              |
| 1993    | Fabrice Becker       | Rune Kristiansen         | Lane Spina                |
| 1995    | Rune Kristiansen     | Fabrice Becker           | Heini Baumgartner         |
| 1997    | Fabrice Becker       | Ian Edmondson            | Heini Baumgartner         |
| 1999    | Ian Edmondson        | Mike McDonald            | Heini Baumgartner         |

| Édition | Médaille d'or, monde | Médaille d'argent, monde | Médaille de bronze, monde |
| 1986    | Alain LaRoche        | John Witt                | Éric Laboureix            |
| 1989    | Chris Simboli        | Scott Ogren              | Marti Rafel               |
| 1991    | Sergei Shupletsov    | Jeff Viola               | Youri Gilg                |
| 1993    | Sergei Shupletsov    | Trace Worthington        | Hugo Bonatti              |
| 1995    | Trace Worthington    | Darcy Downs              | Jonny Moseley             |
| 1997    | Darcy Downs          | Toben Sutherland         | Oleg Kouleshov            |

### Femmes

#### Bosses
| Édition | Médaille d'or, monde    | Médaille d'argent, monde | Médaille de bronze, monde |
| 1986    | Mary Jo Tiampo          | Hayley Wolff             | Silvia Marciandi          |
| 1989    | Raphaëlle Monod         | Donna Weinbrecht         | Tatjana Mittermayer       |
| 1991    | Donna Weinbrecht        | Tatjana Mittermayer      | Birgit Stein-Keppler      |
| 1993    | Stine Lise Hattestad    | Petra Moroder            | Bronwen Thomas            |
| 1995    | Candice Gilg            | Raphaëlle Monod          | Tatjana Mittermayer       |
| 1997    | Candice Gilg            | Donna Weinbrecht         | Tatjana Mittermayer       |
| 1999    | Ann Battelle            | Kari Traa                | Corinne Bodmer            |
| 2001    | Kari Traa               | Marja Despas             | Aiko Uemura               |
| 2003    | Kari Traa               | Michelle Roark           | Stephanie Saint-Pierre    |
| 2005    | Hannah Kearney          | Nikola Sudová            | Margarita Marbler         |
| 2007    | Kristi Richards         | Jennifer Heil            | Deborah Scanzio           |
| 2009    | Aiko Uemura             | Jennifer Heil            | Nikola Sudová             |
| 2011    | Jennifer Heil           | Hannah Kearney           | Kristi Richards           |
| 2013    | Hannah Kearney          | Miki Ito                 | Justine Dufour-Lapointe   |
| 2015    | Justine Dufour-Lapointe | Hannah Kearney           | Britteny Cox              |
| 2017    | Britteny Cox            | Perrine Laffont          | Justine Dufour-Lapointe   |
| 2019    | Yuliya Galysheva        | Jakara Anthony           | Perrine Laffont           |
| 2021    | Perrine Laffont         | Yuliya Galysheva         | Anastassia Smirnova (FRS) |
| 2023    | Perrine Laffont         | Jaelin Kauf              | Avita Carrol              |
| 2025    | Perrine Laffont         | Hinako Tomitaka          | Maïa Schwinghammer        |

| Édition | Médaille d'or, monde      | Médaille d'argent, monde  | Médaille de bronze, monde |
| 1999    | Sandra Schmitt            | Kari Traa                 | Ann Battelle              |
| 2001    | Kari Traa                 | Corinne Bodmer            | Tami Bradley              |
| 2003    | Kari Traa                 | Marina Cherkasova         | Shannon Bahrke            |
| 2005    | Jennifer Heil             | Kari Traa                 | Aiko Uemura               |
| 2007    | Jennifer Heil             | Shannon Bahrke            | Margarita Marbler         |
| 2009    | Aiko Uemura               | Miki Ito                  | Hannah Kearney            |
| 2011    | Jennifer Heil             | Chloé Dufour-Lapointe     | Hannah Kearney            |
| 2013    | Chloé Dufour-Lapointe     | Miki Ito                  | Hannah Kearney            |
| 2015    | Justine Dufour-Lapointe   | Hannah Kearney            | Britteny Cox              |
| 2017    | Perrine Laffont           | Yulia Galysheva           | Jaelin Kauf               |
| 2019    | Perrine Laffont           | Jaelin Kauf               | Tess Johnson              |
| 2021    | Anastassia Smirnova (FRS) | Viktoriia Lazarenko (FRS) | Anastasiya Gorodko        |
| 2023    | Perrine Laffont           | Jaelin Kauf               | Avita Carrol              |
| 2025    | Jaelin Kauf               | Tess Johnson              | Anastassiya Gorodko       |

#### Saut acrobatique
| Édition | Médaille d'or, monde     | Médaille d'argent, monde | Médaille de bronze, monde |
| 1986    | Maria Quintana           | Carin Hernskog           | Meredith Gardner          |
| 1989    | Catherine Lombard        | Sonja Reichart           | Melanie Palenik           |
| 1991    | Vasilisa Semenchuk       | Elfie Simchen            | Liselotte Johansson       |
| 1993    | Lina Cheryazova          | Marie Lindgren           | Kristean Porter           |
| 1995    | Nikki Stone              | Marie Lindgren           | Kirstie Marshall          |
| 1997    | Kirstie Marshall         | Michele Rohrbach         | Veronica Brenner          |
| 1999    | Jacqui Cooper            | Hilde Synnoeve Lid       | Nikki Stone               |
| 2001    | Veronica Bauer           | Michele Rohrbach         | Deidra Dionne             |
| 2003    | Alisa Camplin            | Veronica Bauer           | Deidra Dionne             |
| 2005    | Li Nina                  | Evelyne Leu              | Guo Xinxin                |
| 2007    | Li Nina                  | Assoli Slivets           | Jacqui Cooper             |
| 2009    | Li Nina                  | Xu Mengtao               | Jacqui Cooper             |
| 2011    | Cheng Shuang             | Xu Mengtao               | Olga Volkova              |
| 2013    | Xu Mengtao               | Veronika Korsounova      | Danielle Scott            |
| 2015    | Laura Peel               | Kiley McKinnon           | Xu Mengtao                |
| 2017    | Ashley Caldwell          | Danielle Scott           | Xu Mengtao                |
| 2019    | Aliaksandra Ramanouskaya | Liubov Nikitina          | Xu Mengtao                |
| 2021    | Laura Peel               | Ashley Caldwell          | Liubov Nikitina (FRS)     |
| 2023    | Kong Fanyu               | Danielle Scott           | Anastasiya Novosad        |
| 2025    | Kaila Kuhn               | Xu Mengtao               | Danielle Scott            |

#### Skicross
| Édition | Médaille d'or, monde | Médaille d'argent, monde | Médaille de bronze, monde |
| 2005    | Karin Huttary        | Magdalena Iljans         | Ophélie David             |
| 2007    | Ophélie David        | Méryll Boulangeat        | Alexandra Grauvogl        |
| 2009    | Ashleigh McIvor      | Karin Huttary            | Méryll Boulangeat         |
| 2011    | Kelsey Serwa         | Julia Murray             | Anna Holmlund             |
| 2013    | Fanny Smith          | Marielle Thompson        | Ophélie David             |
| 2015    | Andrea Limbacher     | Ophélie David            | Fanny Smith               |
| 2017    | Sandra Näslund       | Fanny Smith              | Ophélie David             |
| 2019    | Marielle Thompson    | Fanny Smith              | Alizée Baron              |
| 2021    | Sandra Näslund       | Fanny Smith              | Alizée Baron              |
| 2023    | Sandra Näslund       | Katrin Ofner             | Fanny Smith               |
| 2025    | Fanny Smith          | Courtney Hoffos          | Daniela Maier             |

#### Freeski (Park & Pipe)
| Édition | Médaille d'or, monde                         | Médaille d'argent, monde                     | Médaille de bronze, monde                    |
| 2005    | Sarah Burke                                  | Kristi Leskinen                              | Grete Eliassen                               |
| 2007    | Épreuve annulée en raison du manque de neige | Épreuve annulée en raison du manque de neige | Épreuve annulée en raison du manque de neige |
| 2009    | Virginie Faivre                              | Megan Gunning                                | Jennifer Hudak                               |
| 2011    | Rosalind Groenewoud                          | Jennifer Hudak                               | Keltie Hansen                                |
| 2013    | Virginie Faivre                              | Anaïs Caradeux                               | Ayana Onozuka                                |
| 2015    | Virginie Faivre                              | Cassie Sharpe                                | Mirjam Jäger                                 |
| 2017    | Ayana Onozuka                                | Marie Martinod                               | Devin Logan                                  |
| 2019    | Kelly Sildaru                                | Cassie Sharpe                                | Brita Sigourney                              |
| 2021    | Gu Ailing                                    | Rachael Karker                               | Zoe Atkin                                    |
| 2023    | Hanna Faulhaber                              | Zoe Atkin                                    | Rachael Karker                               |
| 2025    | Zoe Atkin                                    | Li Fanghui                                   | Cassie Sharpe                                |

| Édition | Médaille d'or, monde                                              | Médaille d'argent, monde                                          | Médaille de bronze, monde                                         |
| 2011    | Anna Segal                                                        | Kaya Turski                                                       | Keri Herman                                                       |
| 2013    | Kaya Turski                                                       | Dara Howell                                                       | Grete Eliassen                                                    |
| 2015    | Lisa Zimmermann                                                   | Katie Summerhayes                                                 | Zuzana Stromková                                                  |
| 2017    | Tess Ledeux                                                       | Emma Dahlström                                                    | Isabel Atkin                                                      |
| 2019    | Épreuve annulée en raison de mauvaises conditions météorologiques | Épreuve annulée en raison de mauvaises conditions météorologiques | Épreuve annulée en raison de mauvaises conditions météorologiques |
| 2021    | Gu Ailing                                                         | Mathilde Gremaud                                                  | Megan Oldham                                                      |
| 2023    | Mathilde Gremaud                                                  | Megan Oldham                                                      | Johanne Killi                                                     |
| 2025    | Mathilde Gremaud                                                  | Lara Wolf                                                         | Megan Oldham                                                      |

| Édition | Médaille d'or, monde     | Médaille d'argent, monde | Médaille de bronze, monde |
| 2019    | Tess Ledeux              | Julia Krass              | Isabel Atkin              |
| 2021    | Anastasia Tatalina (FRS) | Lana Prusakova (FRS)     | Gu Ailing                 |
| 2023    | Tess Ledeux              | Sandra Eie               | Megan Oldham              |
| 2025    | Flora Tabanelli          | Sarah Höfflin            | Anni Kärävä               |

#### Anciennes disciplines
| Édition | Médaille d'or, monde | Médaille d'argent, monde | Médaille de bronze, monde |
| 1986    | Jan Bucher           | Christine Rossi          | Lucie Barma               |
| 1989    | Jan Bucher           | Conny Kissling           | Lucie Barma               |
| 1991    | Ellen Breen          | Jan Bucher               | Cathy Féchoz              |
| 1993    | Ellen Breen          | Sharon Petzold           | Cathy Féchoz              |
| 1995    | Elena Batalova       | Ellen Breen              | Annika Johansson          |
| 1997    | Oksana Kushenko      | Aasa Magnusson           | Annika Johansson          |
| 1999    | Natalia Razumovskaya | Oksana Kushenko          | Annika Johansson          |

| Édition | Médaille d'or, monde | Médaille d'argent, monde | Médaille de bronze, monde |
| 1986    | Conny Kissling       | Anna Fraser              | Silvia Marciandi          |
| 1989    | Melanie Palenik      | Conny Kissling           | Meredith Anne Gardner     |
| 1991    | Maja Schmid          | Conny Kissling           | Kristean Porter           |
| 1993    | Katherina Kubenk     | Natalia Orekhova         | Kristean Porter           |
| 1995    | Kristean Porter      | Maja Schmid              | Katherina Kubenk          |

### Mixte

#### Saut par équipe
| Édition | Médaille d'or, monde                                                  | Médaille d'argent, monde                                            | Médaille de bronze, monde                                           |
| 2019    | Suisse- Carol Bouvard - Nicolas Gygax - Noé Roth                      | Chine- Xu Mengtao - Sun Jiaxu (en) - Wang Xindi                     | Russie- Liubov Nikitina - Stanislav Nikitin (en) - Maxim Burov      |
| 2021    | Fédération Russe de Ski- Liubov Nikitina - Pavel Krotov - Maxim Burov | Suisse- Carol Bouvard - Pirmin Werner - Noé Roth                    | États-Unis- Ashley Caldwell - Eric Loughran - Christopher Lillis    |
| 2023    | États-Unis- Ashley Caldwell - Christopher Lillis - Quinn Dehlinger    | Chine- Kong Fanyu - Li Tianma - Yang Longxiao                       | Ukraine- Anastasiya Novosad - Oleksandr Okipniuk - Dmytro Kotovskyi |
| 2025    | États-Unis I- Kaila Kuhn - Quinn Dehlinger - Christopher Lillis       | Ukraine I- Anhelina Brykina - Oleksandr Okipniuk - Dmytro Kotovskyi | Suisse- Lina Kozomara - Noé Roth - Pirmin Werner                    |

#### Ski cross par équipe
| Édition | Médaille d'or, monde                    | Médaille d'argent, monde                              | Médaille de bronze, monde                 |
| 2023    | Suède I - David Mobärg - Sandra Näslund | Canada I - Reece Howden - Marielle Thompson           | Italie I - Federico Tomasoni - Jole Galli |
| 2025    | Suisse I- Ryan Regez - Fanny Smith      | France II- Melvin Tchiknavorian - Jade Grillet-Aubert | Italie I- Yanick Gunsch - Jole Galli      |

## Tableau des médailles
| Rang  | Nation           | Or  | Argent | Bronze | Total |
| ----- | ---------------- | --- | ------ | ------ | ----- |
| 1     | Canada           | 43  | 42     | 38     | 123   |
| 2     | États-Unis       | 39  | 39     | 40     | 118   |
| 3     | France           | 28  | 21     | 22     | 71    |
| 4     | Suisse           | 18  | 17     | 14     | 49    |
| 5     | Chine            | 11  | 8      | 7      | 26    |
| 6     | Australie        | 8   | 9      | 11     | 28    |
| 7     | Norvège          | 8   | 8      | 5      | 21    |
| 8     | Russie           | 7   | 5      | 4      | 16    |
| 9     | Suède            | 6   | 10     | 10     | 26    |
| 10    | Japon            | 6   | 7      | 8      | 21    |
| 11    | Allemagne        | 4   | 5      | 7      | 16    |
| 12    | FRS              | 4   | 2      | 3      | 9     |
| 13    | Autriche         | 3   | 7      | 6      | 16    |
| 14    | Finlande         | 3   | 7      | 5      | 15    |
| 15    | Nouvelle-Zélande | 3   | 1      | 0      | 4     |
| 16    | Biélorussie      | 2   | 4      | 4      | 10    |
| -     | Royaume-Uni      | 2   | 4      | 4      | 10    |
| 18    | Italie           | 2   | 2      | 5      | 9     |
| 19    | Tchéquie         | 2   | 2      | 1      | 5     |
| 20    | Kazakhstan       | 1   | 2      | 4      | 7     |
| 21    | Union soviétique | 1   | 0      | 0      | 1     |
| -     | Estonie          | 1   | 0      | 0      | 1     |
| -     | Slovénie         | 1   | 0      | 0      | 1     |
| -     | Ouzbékistan      | 1   | 0      | 0      | 1     |
| 25    | Ukraine          | 0   | 2      | 3      | 5     |
| 26    | Espagne          | 0   | 0      | 1      | 1     |
| -     | Slovaquie        | 0   | 0      | 1      | 1     |
| -     | Corée du Sud     | 0   | 0      | 1      | 1     |
| TOTAL | TOTAL            | 204 | 204    | 204    | 612   |

## Athlètes multi-titrés
Chez les hommes, quinze athlètes ont remporté au moins deux titres mondiaux. Le canadien Mikaël Kingsbury est le seul à avoir remporté huit titres mondiaux. Du côté des femmes, douze athlètes ont remporté au moins deux titres mondiaux, la palme revenant à Perrine Laffont qui compte cinq titres mondiaux et sept podiums au total.
Les tableaux ci-après détaillent les participants multi-titrés lors des championnats du monde de ski acrobatique :
| Rang | Athlète             | Or | Argent | Bronze | Total |
| ---- | ------------------- | -- | ------ | ------ | ----- |
| 1    | Mikaël Kingsbury    | 8  | 3      | 2      | 13    |
| 2    | Alexandre Bilodeau  | 3  | 2      | 0      | 5     |
| 3    | Maxim Burov         | 3  | 0      | 1      | 4     |
| 4    | Edgar Grospiron     | 3  | 0      | 0      | 3     |
| 5    | Qi Guangpu          | 2  | 2      | 0      | 4     |
| 6    | Noé Roth            | 2  | 1      | 1      | 4     |
| 7    | Fabrice Becker      | 2  | 1      | 0      | 3     |
| 7    | Jean-Luc Brassard   | 2  | 1      | 0      | 3     |
| 7    | Trace Worthington   | 2  | 1      | 0      | 3     |
| 10   | Philippe Laroche    | 2  | 0      | 1      | 3     |
| 10   | / Sergei Shupletsov | 2  | 0      | 1      | 3     |
| 10   | Ikuma Horishima     | 2  | 0      | 1      | 3     |

| Rang | Athlète         | Or | Argent | Bronze | Total |
| ---- | --------------- | -- | ------ | ------ | ----- |
| 1    | Perrine Laffont | 5  | 1      | 1      | 7     |
| 2    | Kari Traa       | 4  | 3      | 0      | 7     |
| 3    | Jennifer Heil   | 4  | 2      | 0      | 6     |
| 4    | Sandra Näslund  | 4  | 0      | 0      | 4     |
| 5    | Hannah Kearney  | 3  | 2      | 3      | 8     |
| 6    | Virginie Faivre | 3  | 0      | 0      | 3     |
| 6    | Li Nina         | 3  | 0      | 0      | 3     |
| 6    | Tess Ledeux     | 3  | 0      | 0      | 3     |
| 9    | Ashley Caldwell | 2  | 1      | 1      | 4     |
| 10   | Ellen Breen     | 2  | 1      | 0      | 3     |
| 10   | Jan Bucher      | 2  | 1      | 0      | 3     |